# Apostolicam actuositatem
Apostolicam Actuositatem je dokument Rimskokatoliške Cerkve, ki je nastal med drugim vatikanskim koncilom; objavil ga je papež Pavel VI. 18. novembra 1965. Za dokument je glasovalo 2.340 škofov, proti pa 2.
Dokument govori o apostolski aktivnosti, pri čemer nalaga, naj laični kristjani vodijo neverujoče proti veri ter hkrati naj utrjujejo vero pri že verujočih.